# Journal of Proteome Research
Journal of Proteome Research es una revista científica revisada por pares publicada desde 2002 por la American Chemical Society . Su frecuencia de publicación cambió de bimensual a mensual en 2006. El editor en jefe actual es John R. Yates.

## Resumen e indexación
La revista está resumida e indexada en EBSCOhost , PubMed , Scopus y Web of Science . En 2013, J. Proteoma Res. tuvo un factor de impacto de 5.001 según lo informado en el Journal Citation Reports de 2013 de Thomson Reuters, ubicándose en el décimo lugar entre 75 revistas en la categoría "Métodos de investigación bioquímica". n 
Em  Google Académico (2023) clasifica a la revista en el primer lugar en la categoría "Proteómica, péptidos y aminoácidos"  con un índice h5 de 65. 

## Métricas de revista
2022
- Web of Science Group : 4.466
- Índice h de Google Scholar: 168
- Scopus: 5.194